# Xyris caroliniana
Xyris caroliniana là một loài thực vật hạt kín trong họ Hoàng đầu. Loài này được Walter miêu tả khoa học đầu tiên năm 1788.